# Cairo (Georgia)
Cairo is een plaats (city) in de Amerikaanse staat Georgia, en valt bestuurlijk gezien onder Grady County.

## Demografie
Bij de volkstelling in 2000 werd het aantal inwoners vastgesteld op 9239.
In 2006 is het aantal inwoners door het United States Census Bureau geschat op 9605, een stijging van 366 (4,0%).

## Geografie
Volgens het United States Census Bureau beslaat de plaats een oppervlakte van
24,2 km², waarvan 24,1 km² land en 0,1 km² water.

## Plaatsen in de nabije omgeving
De onderstaande figuur toont nabijgelegen plaatsen in een straal van 28 km rond Cairo.

## Geboren
- Jackie Robinson (1919-1972), honkballer